# إنعام (اسم)
إِنْعَام هو اسم علم مؤنث من أصل عربي، ومعناه هو المنة والفضل من الله تعالى.